# Абрамовиц, Мортон Исаак
Мортон Исаак Абрамовиц (англ. Morton Isaac Abramowitz; 20 января 1933, Лейквуд, Ошен, Нью-Джерси — 29 ноября 2024, Вашингтон) — американский дипломат, сотрудник Государственного департамента США. Начав свою дипломатическую карьеру в Тайбэе, Тайвань, в дальнейшем он служил послом США в Таиланде и Турции, а также помощником госсекретаря по разведке и исследованиям. После ухода со службы был президентом Фонда Карнеги за международный мир и стал одним из основателей Международной кризисной группы.

## Биография

### Ранние годы
Мортон Исаак Абрамовиц родился 20 января 1933 года в тауншипе Лейквуд, штат Нью-Джерси, в семье еврейских иммигрантов из Литвы Менделя и Доры Абрамовиц (Смит). В 1953 году он получил степень бакалавра по истории и экономике в Стэнфордском университете, а в 1955 году — степень магистра в Гарвардском университете. В 1956 году Абрамовиц поступил на работу в Министерство труда в качестве стажёра по менеджменту, а затем, в 1957—1958 годах работал экономистом по труду. С 1958 по 1961 год служил в Резерве Армии США.

### Правительственная служба
В 1959 году Абрамовиц поступил на работу в Государственный департамент. Его первыми назначениями были консульско-экономический отдел в Тайбэе (1960—1962) и экономический отдел в Гонконге (1963—1966). Во время своей работы на Тайване он был известен Ай Мо Хуи (кит. 艾莫惠). В 1966 году вернулся в Вашингтон и провёл там следующие семь лет на различных должностях, в том числе в качестве специального помощника заместителя госсекретаря Элиота Ричардсона. С 1973 по 1974 год Абрамовиц был политическим советником главнокомандующего Тихоокеанским командованием, а затем, в 1974—1978 годах — заместителем помощника министра обороны по международным делам. 9 августа 1978 года был назначен президентом Джимми Картером послом Соединённых Штатов в Таиланде; этот пост он занимал до 31 июля 1981 года. В 1983 году президент Рональд Рейган назначил Абрамовица представителем США на переговорах о взаимном и сбалансированном сокращении вооружённых сил в Вене. Два года спустя, 1 февраля 1985 года Абрамовиц был назначен директором Бюро разведки и исследований; этот пост он занимал до 19 мая 1989 года (в 1986 году название должности было изменено на Помощник госсекретаря по разведке и исследованиям). Спустя два с половиной месяца президент Джордж Буш-старший назначил Абрамовица послом Соединённых Штатов в Турции; этот пост он занимал до 25 июля 1991 года.

### Неправительственная карьера
Абрамовиц ушёл с государственной службы в 1991 году и занял пост президента Фонда Карнеги за международный мир. Сыграл ведущую роль в создании в 1995 году Международной кризисной группы и стал членом её правления. В том же году он был избран членом Американской академии искусств и наук, в 1997 году прекратил членство. Впоследствии Абрамовиц был старшим сотрудником Фонда Века и членом правления Международного комитета спасения. В 1998 году консультировал косовскую делегацию на переговорах в Рамбуйе. В 1998 году вошёл в правление Национального фонда демократии, а после выхода на пенсию в 2007 году был награждён медалью за заслуги перед демократией. Работал в Центре двухпартийной политики в рамках Турецкой инициативы. Статьи и эссе Абрамовица публиковались в The New York Times, The Washington Post, Newsweek, Time, International Herald Tribune, The Christian Science Monitor, The Wall Street Journal, Foreign Policy, Foreign Affairs и других изданиях.

### Личная жизнь и смерть
В 1959 году Абрамовиц женился на Шеппи Гласс, старшей сестре композитора Филипа Гласса. Шеппи Абрамовиц посвятила свою жизнь защите прав беженцев и лиц, ищущих убежища, работая в Международном комитете спасения и KIND («Дети, нуждающиеся в защите»; англ. Kids in Need of Defense). У пары родились двое детей. Их сын Майкл работал журналистом в The Washington Post, прежде чем стать президентом Freedom House в 2017 году, и возглавлял Комитет по совести Мемориального музея Холокоста. Их дочь Рейчел работала репортёром в Los Angeles Times, прежде чем стать сценаристкой вместе со своим мужем Джошуа Голдином (Клондайк). Абрамовиц умер в своём доме в Вашингтоне 29 ноября 2024 года, спустя полгода после смерти Шеппи.

## Награды
- Медаль за заслуги перед демократией (2007[13])
- Пожизненная премия Американской ассоциации дипломатической службы за вклад в американскую дипломатию (2006[19])
- Кубок генерального директора дипломатической службы (1995[15])
- Медаль Национальной разведки (1989[20])
- Награда Президента за выдающиеся заслуги на федеральной гражданской службе (1981, 1985, 1988[20])
- Награда Джозефа С. Вильсона за международную службу (1980[15])